# Montelibretti
Montelibretti est une commune italienne de la ville métropolitaine de Rome Capitale dans la région dite du Latium en Italie.

## Histoire
C'est très probablement sur le territoire de Montelibretti que se trouve le site de l'antique cité sabine d'Eretum, sur la colline de Casacotta. Gaius Brutius Present, beau-père de l'empereur Commode, devait y posséder des biens. En 1018 le lieu est attesté sous le nom de Castellum Britti, puis Montis Brittorum et De Brectis au XIIe siècle.
Le fief, qui se composait d'un village accolé à un  château-fort et de terres alentour, passa à partir du XIVe siècle aux familles Orsini, puis Barberini, puis Sciarra en 1664. Les Barberini transforment le château médiéval, qui devient et est toujours le Palazzo Barberini.
Des bergers s'installent au XVIIe siècle à environ un kilomètre au Nord du village, fondant Montelibretti Casali, lieu qui constitue aujourd'hui le centre de la municipalité. 
Le 13 octobre 1867, la ville est le théâtre de combats (lors des guerres du Risorgimento, dans le cadre de la Campagne de l'Agro Romano pour la libération de Rome) qui virent la victoire des volontaires garibaldiens sur les troupes pontificales. D'autres combats auront lieu les 25 et 26 octobre à Monterotondo, puis le 3 novembre à Mentana.

## Économie
Son territoire est connu dans le monde entier pour sa production d'huile d'olive. Montelibretti est l'un des villages producteurs du Sabina DOP, premier huile d'olive italien à recevoir l'appellation d'origine protégée. 

## Administration
| Période                                  | Période | Identité | Étiquette | Qualité |
| ---------------------------------------- | ------- | -------- | --------- | ------- |
|                                          |         |          |           |         |
| Les données manquantes sont à compléter. |         |          |           |         |

### Communes limitrophes
Capena, Fara in Sabina, Fiano Romano, Monterotondo, Montopoli di Sabina, Montorio Romano, Moricone, Nerola, Palombara Sabina